# Lobocrypta annamita
Lobocrypta annamita är en kammanetart som beskrevs av Dawydoff 1946. Lobocrypta annamita ingår i släktet Lobocrypta och familjen Cryptolobatidae. Inga underarter finns listade i Catalogue of Life.